# نانسي سبونجن
نانسي لورا سبونجن (27 يناير 1958 - 12 أكتوبر 1978) (بالإنجليزية: Nancy Spungen)، هي الحبيبة الأمريكية لعازف القيثارة الإنجليزي سيد فيشوس، عضو فرقة "سكس بيستولز" الإنجليزية، وكانت تُعتبر واحدة من أبرز شخصيات حركة البانك روك في السبعينيات. أثارت حياتها ووفاتها العديد من الجدل بين مؤرخي الموسيقى ومعجبي الفرقة.
نشأت سبونجن في فيلادلفيا، حيث كانت تنحدر من أسرة يهودية، وكانت تعاني من اضطرابات عاطفية منذ صغرها. تم تشخيصها بانفصام الشخصية في سن الخامسة عشرة. انتقلت إلى لندن بعد فشلها في الجامعة في ذروة انتشار موسيقى البانك روك، حيث بدأت علاقتها مع سيد فيشوس.
كانت علاقتهما مليئة بالعنف الأسري والمشاكل بسبب تعاطي المخدرات. صورت سبونجن في وسائل الإعلام كشخصية مثيرة للجدل بسبب تصرفاتها الصادمة، إذ أطلق عليها الصحفيون لقب "نانسي المقرفة". انتقل الزوجان بعد تفكك فرقة "سكس بيستولز" إلى مدينة نيويورك واستقرا في فندق تشيلسي، حيث استمرا في تعاطي المخدرات.
في أكتوبر 1978، عثر على سبونجن ميتة في الحمام داخل غرفة الفندق التي كانت تشاركها مع فيشوس. كانت قد تعرضت لطعنة في بطنها، مما أثار شكوكًا حول كيفية وفاتها. اتهم سيد فيشوس بقتلها، ولكنه توفي بدوره في فبراير 1979 نتيجة جرعة زائدة من الهيروين قبل أن يُحاكم في القضية.
طرح العديد من المؤلفين وصانعي الأفلام فرضيات حول دور فيشوس في وفاة سبونجن، مع بعض الافتراضات التي تشير إلى أن سبونجن قد تكون قد قُتلت على يد تاجر مخدرات كان يتردد على غرفتهم بشكل متكرر.

## روابط خارجية
- نانسي سبونجن على موقع IMDb (الإنجليزية)
- نانسي سبونجن على موقع إن إن دي بي (الإنجليزية)
- نانسي سبونجن على موقع ديسكوغز (الإنجليزية)
- نانسي سبونجن على موقع قاعدة بيانات الفيلم (الإنجليزية)